# Snefællesskabet
Snefællesskabet (spansk: La sociedad de la nieve) er en overlevelsesdrama/thriller fra 2023, instrueret af J. A. Bayona. Filmen omhandler den virkelige historie om Uruguayan Air Force Flight 571 (en), der styrtede ned i Andesbjergene på vej mod Chile i oktober 1972, hvor de overlevende tilbragte 72 dage, før de blev reddet. Filmen havde premiere den 4. januar 2024 på Netflix.
Filmen var det spanske bud til Oscaruddelingen 2024 for bedste fremmedsprogede film, hvor den blev nomineret blandt fire andre. Den var også nomineret i kategorien for bedste makeup.

## Plot
I 1972 styrter det uruguayanske luftvåbens fly 571, der er chartret til at transportere et rugbyhold til Chile, ind i et bjerg i Andesbjergene. Fanget i et af de mest isolerede og fjendtlige miljøer på planeten mellem høje bjerge af sne, er de tvunget til at ty til kannibalisme for at holde sig i live. Deres overlevelse vil afhænge af de beslutninger, de træffer midt i denne desperate situation.

## Medvirkende
- Enzo Vogrincic som Numa Turcatti
- Matías Recalt som Roberto Canessa
- Agustín Pardella som Nando Parrado
- Tomas Wolf som Gustavo Zerbino
- Diego Vegezzi som Marcelo Pérez del Castillo
- Esteban Kukuriczka som Adolfo "Fito" Strauch
- Francisco Romero som Daniel Fernández Strauch
- Rafael Federman som Eduardo Strauch
- Felipe González Otaño som Carlitos Páez
- Agustín Della Corte som Antonio "Tintín" Vizintín
- Valentino Alonso som Alfredo "Pancho" Delgado
- Simón Hempe som José Luis "Coche" Inciarte
- Fernando Contigiani García som Arturo Nogueira
- Benjamín Segura som Rafael "el Vasco" Echavarren
- Rocco Posca som Ramón "Moncho" Sabella
- Luciano Chatton som Pedro Algorta
- Agustín Berruti som Bobby François
- Juan Caruso som Álvaro Mangino
- Andy Pruss som Roy Harley
- Santiago Vaca Narvaja som Daniel Maspons
- Esteban Bigliardi som Javier Methol
- Paula Baldini som Liliana Methol
- Federico Aznarez som Enrique Platero
- Alfonsina Carrocio som Susana Parrado
- Silvia Giselle Pereyra som Eugenia Parrado
- Virginia Kaufmann som Esther Nicola
- Felipe Ramusio som Diego Storm
- Blas Polidori v Gustavo Nicolich
- Emanuel Parga som Carlos Roque
- Iair Said as Julio César Ferradas
- Louta as Gastón Costemalle
- Carlos "Carlitos" Páez som faren, Carlos Páez Vilaró
- Maximiliano de la Cruz som Dante Lagurara